# Femme Fatale (film, 2002)
Femme Fatale är en fransk långfilm från 2002 i regi av Brian De Palma, med Rebecca Romijn, Antonio Banderas, Peter Coyote och Eriq Ebouaney i rollerna.

## Rollista
| Rebecca Romijn   | – Laure              |
| Antonio Banderas | – Nicolas Bardo      |
| Peter Coyote     | – Watts              |
| Eriq Ebouaney    | – Black Tie          |
| Edouard Montoute | – Racine             |
| Rie Rasmussen    | – Veronica           |
| Thierry Frémont  | – Serra              |
| Gregg Henry      | – Shiff              |
| Fiona Curzon     | – Stanfield Phillips |
| Daniel Milgram   | – Pierre             |